# Vérignon
Vérignon é uma comuna francesa na região administrativa da Provença-Alpes-Costa Azul, no departamento de Var. Estende-se por uma área de 36,9 km². Em 2010 a comuna tinha 9 habitantes (densidade: 0,2 hab./km²).46 hab/km².